# Віллі Губер
Вільгельм "Віллі" Губер (нім. Wilhelm "Willy" Huber, 17 грудня 1913, Цюрих — дата смерті невідома) — швейцарський футболіст, що грав на позиції воротаря за «Грассгоппер», а також національну збірну Швейцарії.
Чотириразовий чемпіон Швейцарії. П'ятиразовий володар Кубка Швейцарії. 

## Клубна кар'єра
У футболі дебютував 1930 року виступами за «Блю Старз» (Цюрих).
1934 року перейшов до лав «Грассгоппера», кольори якого і захищав протягом усієї своєї подальшої кар'єри гравця, що тривала десять років. За цей час чотири рази виборював титул чемпіона Швейцарії і п'ять разів став володарем Кубка.

## Виступи за збірну
1933 року дебютував в офіційних матчах у складі національної збірної Швейцарії. Протягом кар'єри у національній команді, яка тривала 10 років, провів у її формі 16 матчів, пропустивши 32 голи.
У складі збірної був учасником двох мундіалей:
- чемпіонату світу 1934 року в Італії, де був присутній в заявці, але на поле не виходив;

- чемпіонату світу 1938 року у Франції, де зіграв в обох матчах проти Німеччини (1-1) і (4-2) і проти Угорщини (0-2).

## Статистика виступів

### Статистика виступів в чемпіонаті
Виступи у вищому дивізіоні чемпіонату Швейцарії, починаючи з сезону 1933/34.
| Сезон   | Клуб        | Ліга                | Матчі | Голи | Місце |
| ------- | ----------- | ------------------- | ----- | ---- | ----- |
| 1933/34 | Грассгоппер | Чемпіонат Швейцарії | 22    | 0    | 2     |
| 1934/35 | Грассгоппер | Чемпіонат Швейцарії | 19    | 0    | 4     |
| 1935/36 | Грассгоппер | Чемпіонат Швейцарії | 13    | 0    | 3     |
| 1936/37 | Грассгоппер | Чемпіонат Швейцарії | 19    | 0    | 1     |
| 1937/38 | Грассгоппер | Чемпіонат Швейцарії | 21    | 0    | 2     |
| 1938/39 | Грассгоппер | Чемпіонат Швейцарії | 22    | 0    | 1     |
| 1939/40 | Грассгоппер | Чемпіонат Швейцарії | 8     | 0    | 3     |
| 1940/41 | Грассгоппер | Чемпіонат Швейцарії | 15    | 0    | 4     |
| 1941/42 | Грассгоппер | Чемпіонат Швейцарії | 28    | 0    | 1     |
| 1942/43 | Грассгоппер | Чемпіонат Швейцарії | 26    | 0    | 1     |
| РАЗОМ   |             |                     | 205   | 0    |       |

### Статистика виступів у Кубку Мітропи
| №                      | Розіграш               | Стадія                 | Дата та місце проведення | Команда 1              | Рахунок | Команда 2   | Голи |
| ---------------------- | ---------------------- | ---------------------- | ------------------------ | ---------------------- | ------- | ----------- | ---- |
| 1                      | 1937                   | 1/8                    | 13.06.1937, Цюрих        | Грассгоппер            | 4:3     | Простейов   | -3   |
| 2                      | 1937                   | 1/8                    | 20.06.1937, Простейов    | Простейов              | 2:2     | Грассгоппер | -2   |
| 3                      | 1937                   | 1/4                    | 4.07.1937, Рим           | Лаціо                  | 6:1     | Грассгоппер | -6   |
| 4                      | 1937                   | 1/4                    | 11.04.1937, Цюрих        | Грассгоппер            | 3:2     | Лаціо       | -2   |
| Всього в Кубку Мітропи | Всього в Кубку Мітропи | Всього в Кубку Мітропи | Всього в Кубку Мітропи   | Всього в Кубку Мітропи | 4       |             | -13  |

## Титули і досягнення
- Чемпіон Швейцарії (4):

«Грассгоппер»: 1936-1937, 1938-1939, 1941-1942, 1942-1943
- Володар Кубка Швейцарії (5):

«Грассгоппер»: 1936-1937, 1937-1938, 1939-1940, 1940-1941, 1941-1942